# 1399
Cette page concerne l'année 1399  du calendrier julien.
L'année 1399 est une année commune qui commence un mercredi.

## Événements
- 1er janvier : Tamerlan quitte Delhi en détruisant tout sur son passage[1]. Après avoir pris  Firuzabad et Meerut (9 janvier), il vainc de nouveau les Hindous près d'Haridwar sur le Gange. Il prend Kangra (16 janvier) et saccage Jammu. Partout, il massacre les habitants.
- 19 mars : Tamerlan traverse l’Indus[2]. Il laisse pour le représenter en Inde le gouverneur de Multan Khizir Khan[1]. Le sultanat de Delhi, affaibli, perd un grand nombre de ses vassaux musulmans qui se déclarent indépendants.
- 20 juin : mort de Barquq[3]. Début du règne de son fils Faradj, sultan mamelouk burjite d’Égypte (fin en 1412). Il doit dès son avènement combattre la rébellion du gouverneur de Damas, qui est écrasée à Gaza[4]. Tamerlan lui envoie un ultimatum pour qu’il se reconnaisse son vassal et lui livre les transfuges qui s’étaient réfugiés en Égypte et en Syrie[1]. Il refuse et se prépare à la guerre.
- 11 novembre : couronnement de Janus de Chypre[5].

- Prise de Tétouan, base arrière de corsaires, par les troupes d'Henri III de Castille. La ville est détruite, la moitié des habitants massacrés et les autres réduit en esclavage[6].
- En Mongolie, Ugetchi, chef de la tribu des Kergüd (Kirghizes), tente d’établir son hégémonie sur les tribus mongoles et se révolte contre le grand khan Elbek, qui est détrôné et tué. Peu de temps après son avènement, Ugetchi est vaincu par Arouktaï, chef des Asod (Alains), et Ma-ha-mou, chef des Oïrats[1].
- Campagne en Kachgarie de Mirza Iskander, petit-fils de Tamerlan (1399-1400). Son armée entre à Kachgar, pille Yarkand, prend la forteresse d'Aksou. Un détachement pille Baï et Kucha tandis que Mirza Iskander obtient la soumission de Khotan avant de rentrer à Samarkand par Andijan en Ferghana[1].

### Europe
- Février[7] : le duc de Milan Gian Galeazzo Visconti annexe Pise.
- 26 juin : le maréchal de France Boucicaut s'embarque à Aigues-Mortes avec 2 500 hommes pour une expédition en Orient[8]. Arrivé à l'automne, il réussit à prendre Gallipoli et contraint les Turcs à lever le siège de Constantinople (1399-1400).
- 4 juillet : alors que son cousin Richard II est en expédition en Irlande, Henri rentre d’exil pour réclamer ses droits fonciers héréditaires[9]. Il reçoit le soutien des autres seigneurs et force le roi à abdiquer à son retour. L’Angleterre entre dans une période de confusion et de conflits politiques (fin en 1485).
- 9 juillet : Raimond de Turenne conclut la paix à Marseille avec le comte de Provence Louis II d'Anjou[10].
- 12 août, Russie : Vitold de Lituanie est vaincu par les Tatars sur la Vorskla, un affluent du Dniepr[11]. L’extension de la Lituanie à l’est est bloquée.

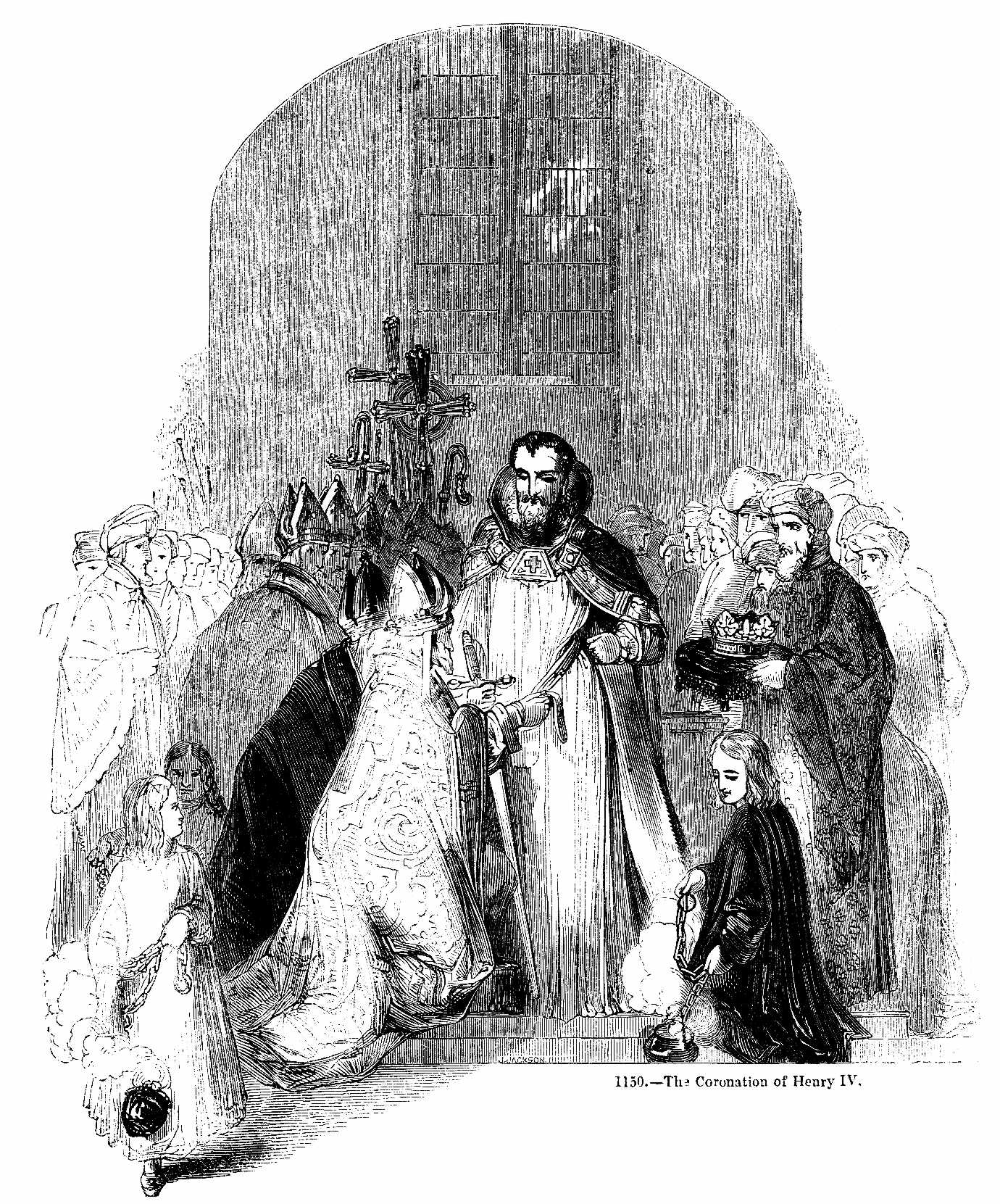
13 octobre : couronnement de Henri IV d'Angleterre, gravure de 1845

- 30 septembre : Henri de Lancastre, dit Bolingbroke, fils de Jean de Gand et chef de l’opposition féodale, dépose Richard II, devient roi sous le nom d'Henri IV (jusqu'en 1413) et fonde la maison de Lancastre (Lancaster)[9].
- 2 novembre : début du règne de Jean V, duc de Bretagne(1389 - 1442), sous la tutelle du duc de Bourgogne, Philippe le Hardi [13].
- 6 novembre : le duc de Milan Gian Galeazzo Visconti obtient la souveraineté sur Sienne[14].
- 10 décembre : l'empereur byzantin Manuel II Paléologue, en quête d’aide contre les Turcs qui assiègent Constantinople, s'embarque pour l'Occident sur l'escadre de Boucicaut[15]. Il entreprend une grande tournée diplomatique en Occident qui ne lui rapporte rien. Pendant son absence, son neveu Jean VII Paléologue s’empare du trône.

- Expédition victorieuse des Moscovites conduits par le prince Iouri Dimitrievitch contre les Bulgares de la Volga. Leur capitale, Bolgar, est prise[16].